# 斯普林斯島 (緬因州)
斯普林斯島（英語：Isle of Springs）是位於美國緬因州林肯縣的一個非建制地區。

## 地理
斯普林斯島所處的海拔為高於海平面18米（即59英呎），而該地所採用的時區為UTC-5，即北美东部時區（EST）。同時該地設有夏令時間，為UTC-5調快一小時，即UTC-4（EDT）。